# Janvier 1917

## Événements
- Les armées austro-allemandes et bulgares contrôlent la majeure partie de la Roumanie. Leur avance est stoppée sur le Siret grâce à l’appui des troupes russes.

- 1er janvier : 
  - Emiliano Chamorro Vargas (conservateur), est élu président du Nicaragua.
  - Première publication de l’Action française, mensuel francophone fondé par l’abbé Lionel Groulx (L'Action canadienne-française en 1928, puis L'Action nationale en 1933).

- 6 janvier : début de la conférence inter-Alliés à Rome à propos de la situation en Gréce : la Consulta.
- 6 janvier : prise de Brăila (Roumanie) par les Allemands
- 8 janvier : Conférence militaire et politique en Allemagne sur le projet de Guerre sous-marine

- 17 janvier : le Danemark vend les îles Vierges aux États-Unis.

- 22 janvier : le président des États-Unis, Woodrow Wilson, plaide pour une paix sans vainqueurs.

- 29 janvier : ouverture à Londres de la conférence interalliée sur l’Asie Mineure.

- 31 janvier : 
  - Début de la guerre sous-marine totale.
  - Mort d'Ernest Gustave Bellair.

## Naissances
- 10 janvier : Urbain Caffi, coureur cycliste d'origine italienne naturalisé français († 16 mars 1991).
- 11 janvier : John Robarts, premier ministre de l'Ontario († 18 octobre 1982).
- 24 janvier : Ernest Borgnine, acteur américain († 8 juillet 2012).
- 25 janvier : Ilya Prigogine, physicien et chimiste belge d'origine russe († 28 mai 2003).
- 30 janvier : Jan Verroken, homme politique belge († 24 juillet 2020).
- 31 janvier : Sinclair Hood, archéologue irlandais († 18 janvier 2021).

## Décès
- 10 janvier : Buffalo Bill (William Frederick Cody).
- 20 janvier : Amédée Bollée, fondeur de cloches, et inventeur français, spécialisé dans le domaine de l’automobile (° 10 janvier 1844).
- 22 janvier : Bérenger Saunière, religieux français (° 11 avril 1852).